# 成瀬正勝 (旗本)
成瀬 正勝（なるせ まさかつ、慶長12年（1607年） - 延宝4年5月4日（1676年6月15日））は、江戸幕府旗本。父は成瀬正一。母は倉鹿野氏（寛政譜は甚五兵衛某の姉）。致仕後休心と号す。兄に犬山城主の成瀬正成、加賀藩家老成瀬吉正、小姓組番頭の成瀬正武、弟に尾張藩士の成瀬正則。別名正芳。通称は吉右衛門。室は水野守信の娘。
元和2年（1616年）父正一の家督を継ぎ、吉右衛門を名乗り、小姓組番士となる。成瀬吉右衛門家の祖で、3代将軍徳川家光の旗本として仕え、寛永3年（1626年）9月、同11年7月の二度の上洛の折りに供奉している。承応2年（1653年）10月16日銕炮頭となり、12月28日布衣を許される。寛文5年（1665年）2月9日に職を辞し、延宝2年12月3日致仕し養老料300俵を賜った。跡は養子の成瀬正章が継いだ。延宝4年没し、浅草の本願寺に葬られた。